# Eburia copei
Eburia copei là một loài bọ cánh cứng trong họ Cerambycidae.